# Соединение (линейный корабль)
«Соединение», «Уния» или «Энихкейт» — парусный корабль Азовского флота Российской империи пятого ранга, построенный кумпанством князя Б. А. Голицына, участник Керченского похода 1699 года и боевых действий с турецким флотом в Азовском море во время Прутского похода.

## Описание судна
Построенные для Азовского флота корабли, в числе которых был и «Соединение», первоначально были названы баркалонами (от итал. barca longo — длинная барка), однако фактически соответствовали кораблям 5-го класса по принятой в Европе в конце XVII века классификации и в последующие годы во всех документах числились в качестве кораблей. Представляли собой двух- или трехмачтовые корабли с прямым и косыми парусным вооружением, вооружались 26—46 орудиями различного калибра, включавшие обычно двух-, четырёх-, шестифунтовые орудия и дробовики.
Длина корабля составляла 33,5 метра, а ширина — 7,5 метра. Вооружение судна составляли от 30 до 34 орудий, включавших два 6-фунтовых, восемнадцать 4-фунтовых, шесть 3-фунтовых и десять 2-фунтовых орудий, а экипаж состоял из 110 человек.
Как и все корабли, построенные кумпанствами, отличался несовершенством конструкции и низким качеством выполнения работ по постройке.

## История службы
Корабль «Соединение» был заложен кумпанством князя Б. А. Голицына на Хопёрской верфи и после спуска на воду в 1699 году вошёл в состав Азовского флота России. Строительство вёл кораблестроитель Юрий Борвут.
В мае 1699 года корабль был переведён с Хопра в Азов. Летом того же года под командованием Августа Мейера находился в составе эскадры адмирала Ф. А. Головина и принимал участие в Керченском походе. 23 июня (3 июля) эскадра вышла из Азова в Таганрог, затем разделилась на два отряда, которые с 5 (15) по 7 (17) августа маневрировали в Таганрогском заливе, а с 14 (24) по 18 (28) августа корабли эскадры ушли в Керчь. 31 августа (10 сентября) 1699 года вместе с другими кораблями эскадры «Соединение» вернулся в Таганрог, а 8 (18) ноября перешёл в Азов.
В 1703 году корабль вновь совершил переход в Таганрог. В следующем 1704 году был подготовлен для участия в плавании до Константинополя, однако этот поход был отменён. В июле 1707 года под командованием поручика Эрнеста Масмы совершал плавания в Азовском море, в том числе использовался для доставки соли из урочища Берды в Таганрог.
Летом 1711 года под командованием капитана Андриса Симсона входил в состав эскадры вице-адмирала Корнелиуса Крюйса, которая принимала участие в боевых действиях флота в Азовском море во время Прутского похода. 27 июня (8 июля) совместно со шнявой «Фалк» выходил в крейсерское плавание у Таганрога, во время которого 2 (13) июля были обнаружены 16 судов противника и с этими данными оба корабля в тот же день вернулись в Таганрог. 19 (30) июля также выходил из Таганрога в море в составе отряда на встречу подошедшим к городу турецким бригантинам и участвовал в столкновениях с судами турецкого флота. В том же году при сдаче по условиям Прутского мирного договора Таганрога туркам корабль «Соединение» был сожжён.

## Командиры корабля
Командирами корабля «Соединение» в разное время служили:
- капитан А. Меэр (1699 год)[10];
- поручик Э. Масма (1707 год)[8];
- капитан А. Симсон (с апреля до августа 1711 года)[комм. 3][11].

### Комментарии
1. ↑  110—115 футов.
2. ↑  24 фута 5,5 дюймов.
3. ↑  Англичанин на русской службе оригинал имени Andrew Simpson, в русской транслитерации также встречаются варианты использования имён Андрис и Генрих.